# 拉斐尔·卡塔诺·德·阿劳约
拉斐尔·卡塔诺·德·阿劳约（葡萄牙語：Raffael Caetano de Araújo，1985年3月28日—）通称为拉斐尔，是一位巴西足球运动员，在场上司职攻击中场。現時為自由身。

## 职业生涯
拉斐尔在少年时期主要从事室内五人足球运动。其足球生涯始于1997年，在当时加盟了萨尔瓦多的维多利亚体育俱乐部。2001年，这位双脚并用的球员又转投至位于圣保罗的CA尤文图斯，并在这里效力至2003年。
2003年，拉斐尔来到瑞士，并最初效力于基亚索，直至2005年被苏黎世签入。在加盟苏黎世后的后的首个赛季初期，时任球队主教练的吕西安·法夫尔仅将拉斐尔安排在主场比赛出场，因为他不适合法夫尔在客场的防守体系。在苏黎世的两个赛季中，拉斐尔均随队获得了瑞士足球冠军。在2006年对阵圣加伦的一场瑞士超级联赛前，这位时年21岁的球员似乎并没有参加球队的集训，并且维持了10日便消失了。苏黎世方面认为他遭到了绑架，并作出了失踪申报。后来事实证明他是被巴西的球员经纪人与球队隔离，因为后者想要推高拉斐尔的市场价值。

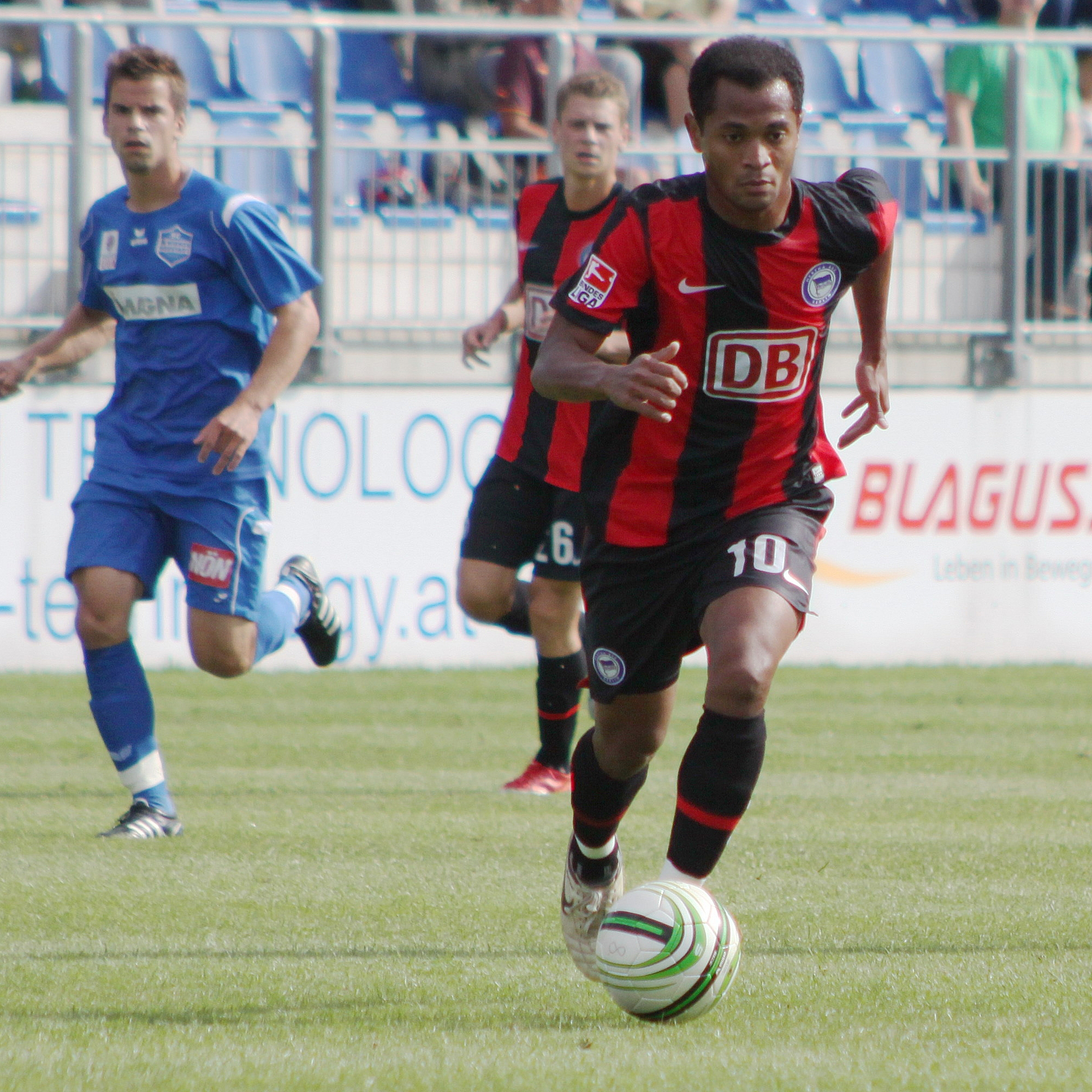
效力于柏林赫塔期间的拉斐尔（2009年）

在2007/08赛季的下半程，拉斐尔加入了德国足球甲级联赛球队柏林赫塔。在这支柏林球队于2009/10赛季降级后，所有迹象都表明拉斐尔将会离开。然而他选择了一直留在球队，并随队在2010/11赛季结束后重返德甲。而当柏林赫塔于2011/12赛季再次降级后，拉斐尔终于离开了球队。
拉斐尔随后曾短暂效力于乌克兰的基辅迪纳摩，尽管他与该俱乐部签订了一份为期4年的合同，但沙尔克04还是在2012/13赛季的冬歇期将他重新租借回德甲，并拥有优先购买权。拉斐尔身披“皇家蓝”战袍的首次亮相是在2013年1月18日（第18轮），沙尔克04于主场以5比4战胜汉诺威96的比赛中，于比赛结束前替换刘易斯·霍尔特比出场。2013年3月30日，在沙尔克04主场对阵霍芬海姆的比赛中，他又为新东家射入了自己的首个联赛入球。
至2013/14赛季，拉斐尔正式转会另一支德甲球队门兴格拉德巴赫，并签署了一份期至2017年6月30日的合同。时任该队主教练的吕西安·法夫尔是继在苏黎世和柏林赫塔之后，第三次与拉斐尔共事。他代表门兴格拉德巴赫参加的首场比赛是在首轮以1比3不敌拜仁慕尼黑的该赛季德甲揭幕战，拉斐尔获得了首发亮相。

## 个人
拉斐尔的胞弟罗尼也是一位足球运动员，并自2010/11赛季起加盟柏林赫塔，两兄弟也因此得以在同一家俱乐部效力达一个赛季之久。拉斐尔已婚，诞有2个儿子并且是耶和華見證人。